# Viu a dins
Viu a dins (títol original en anglès It Lives Inside) és una pel·lícula de terror sobrenatural del 2023 escrita i dirigida per Bishal Dutta i protagonitzada per Megan Suri. La pel·lícula va debutar al festival de cinema South by Southwest de 2023, i va ser estrenada per Neon el 22 de setembre de 2023. Ha estat subtitulada al català.

## Argument
Samidha, o "Sam", és una indi-americana estudiant de secundària que s'ha anat assimilant a la societat occidental. Si bé la seva mare, Poorna, insisteix perquè Sam segueixi les tradicions i respecti la seva herència, el seu pare, Inesh, és menys estricte amb ella. A l'escola, Sam intenta rebutjar la seva cultura per encaixar amb els seus amics blancs i té un romanç incipient amb el seu company de classe Russ. Com a resultat, s'ha distanciat de la seva antiga millor amiga i companya d'estudis índia, Tamira, que ara és una marginada social per actuar retirada i portar un estrany pot de vidre. Això afecta a la seva professora, la Joyce, però en Sam creu que la Tamira està bé.
A la nit, la Tamira alimenta el pot amb carn crua, però alguna cosa dins del pot comença a danyar-lo. L'endemà a l'escola, la Tamira s'acosta en privat a Sam per demanar ajuda, dient que una entitat sobrenatural d'una història que els van explicar de nens viu realment al pot i l'ha estat terroritzant. En Sam, avergonyida i frustrada per la Tamira, obre el flascó, fent que la Tamira tingui un atac de pànic. Quan Sam marxa a buscar ajuda, Tamira és atacada per una entitat invisible i desapareix. Sam se sent culpable i comença a témer que passi alguna cosa sinistre. Recupera un quadern que la Tamira tenia en el seu poder que contenia estranys escrits en sànscrit.
Es revela que Tamira ha estat segrestada i mantinguda captiva per l'entitat, que l'ataca i la mutila. Sam comença a notar una presència estranya al seu voltant i fa una segona mirada a les afirmacions de la Tamira. Mentrestant, la Poorna es sent més frustrada pel menyspreu de Sam per les tradicions índies, sobretot quan se salta una pregària especial perquè la Tamira es trobi amb Russ. Sam i Russ van a una casa abandonada que va pertànyer a un altre estudiant indi, Karan, que va morir al costat de la seva família en un suposat assassinat-suïcidi. La parella descobreix dibuixos que representen una criatura a les parets. Els estranys fenòmens s'intensifiquen, inquietant a Sam, mentre que la Tamira pateix atacs diaris i no aconsegueix un intent de fugida.
Sam i Russ tornen a visitar la casa de Karan on es fan un petó. A l'exterior, és atacat i assassinat per l'entitat davant de Sam. Una Sam traumatitzada comença a perdre el control de la realitat i pateix malsons aterridors. A la recerca d'ajuda desesperada, convenç a Joyce perquè l'ajudi a desxifrar alguns dels textos de la llibreta. Joyce identifica els textos com sobre un esperit demoníac conegut com a Pishach, que s'alimenta d'energia negativa abans de consumir les ànimes de les seves preses. L'única manera d'aturar el Pishach és tancar-lo dins d'alguna cosa com un pot. Sam demana ajuda a Poorna, que té previst atraure el Pishach. Mentre la parella prepara el menjar i es posen els vestits tradicionals de l'Índia, Joyce és atacada a l'escola i greument ferida per l'entitat.
Inesh arriba a casa, només per ser atacat i ferit pel Pishach. També ataca Poorna abans de ser rebutjat. Sam s'adona que la Tamira està retinguda a casa de Karan i corre cap a la propietat per salvar-la. A l'interior, és atacada i perseguida per l'entitat, que revela la seva veritable forma a Sam. Sam troba la Tamira i s'enfronta a l'entitat. En adonar-se que pot ser el medi per contenir el Pishach, Sam li permet entrar i habitar el seu cos.
Un any després, Sam sopa amb la Tamira, la Joyce, la Poorna i la Inesh, que s'han recuperat. El grup ha aconseguit contenir l'entitat alimentant Sam amb carn crua, tal com ho va fer Tamira amb el pot. Més tard, Sam i Tamira es reconcilien. Mentre Sam assegura a la Tamira que el Pishach no sortirà mai, a poc a poc comença a semblar més i més preocupada fins que comença a plorar.

## Repartiment
- Megan Suri com a Sam/Samidha
- Neeru Bajwa com a Poorna
- Mohana Krishnan com a Tamira
- Betty Gabriel com a Joyce
- Vik Sahay com a Inesh
- Gage Marsh com a Russ
- Jenaya Ross com a Pishach

## Producció
El 14 d'octubre de 2021, Neon i QC Entertainment van anunciar una associació per produir un llargmetratge debut sense títol de Dutta, protagonitzat per Megan Suri, Neeru Bajwa, Vik Sahay i Betty Gabriel. La fotografia principal va començar el mateix dia a Vancouver.
Dutta es va inspirar per a la pel·lícula en la seva pròpia experiència infantil de néixer a l'Índia abans de traslladar-se a Amèrica del Nord. La història està influenciada per la mitologia demoníaca índia, així com per una història personal de l'avi de Dutta. Dutta va explicar:
{{cita|"Després de traslladar-me a l'Amèrica del Nord des de l'Índia als quatre anys, gran part de la meva educació social prové de veure pel·lícules de terror americanes. Sempre em vaig preguntar, què estaven fent famílies com la meva mentre Bruce el tauró esquinçava les aigües d'Amity, mentre Freddy Krueger tallava els adolescents al paisatge oníric i mentre Jack Torrance perseguia el seu fill pels passadissos laberints de l'Overlook? A mesura que es va desenvolupar, It Lives Inside va formar la seva pròpia identitat dual molt semblant a la meva. D'una banda, és una carta d'amor a la comunitat i la cultura que m'han criat i, de l'altra, és una experiència visceral que està dissenyada per inculcar als seus espectadors el mateix terror cru que em van inculcar les meves pel·lícules de terror preferides."

## Alliberament
La pel·lícula va debutar al festival de cinema South by Southwest de 2023. Es va estrenar el 22 de setembre de 2023.
It Lives Inside es va llançar per a plataformes digitals el 10 d'octubre de 2023, seguit d'un llançament en Blu-ray i en DVD el 7 de novembre de 2023.

## Recepció

### Taquilla
La pel·lícula, estrenada juntament amb Expend4bles als Estats Units i al Canadà, va guanyar 2,6 milions de dòlars en 2.010 sales el cap de setmana d'estrena, i va acabar en setena posició.

### Resposta crítica
Al lloc web de l'agregador de ressenyes Rotten Tomatoes, el 63% de les 112 crítiques són positives, amb una valoració mitjana de 6,1/10. El consens del lloc web diu: "El terror efectiu amb un fort nucli de comentaris socials, It Lives Inside és una targeta de presentació estranyament convincent per al cineasta Bishal Dutta en el seu debut al llargmetratge". Metacritic, que utilitza una mitjana ponderada, va assignar a la pel·lícula una puntuació de 50 sobre 100, basada en 16 crítics, indicant crítiques "mixtes o mitjanes". El públic enquestat PostTrak va donar a la pel·lícula una puntuació positiva del 34%, amb un 44% que va dir que definitivament la recomanaria.
Meagan Navarro de Bloody Disgusting va donar a la pel·lícula una puntuació de 3,5/5, escrivint, "Dutta utilitza un marc familiar de terror adolescent com una introducció accessible a la mitologia poc explorada, agreujada per una divisió cultural i l'adolescència. Mentre Dutta porta les seves influències a les mànigues, el nou dimoni retorsionat i la complexitat dels seus personatges marquen aquest director com un dels que cal observar." Alexandra Heller-Nicholas of the Aliança de Dones Periodistes de Cinema va escriure: "Si bé a la superfície It Lives Inside juga de manera bastant convencional amb els codis i convencions familiars de l'horror, la incorporació del folklore hindú en una història que es basa fonamentalment al voltant de l'experiència de l'immigrant dóna una nova vida a la història d'una altra manera trillada." Lovia Gyarkye fr The Hollywood Reporter va escriure: "La potència de It Lives Inside, i per què val la pena comprovar-ho, fins i tot si no és del tot satisfactori, rau en com presenta la relació de Sam i Tamira i l'enllaça amb la tradició hindú."
Brian Tallerico de RogerEbert.com va ser més crític i va escriure: "Tot i que agraeixo l'esforç aquí i la recerca de representació que implica una cultura que no es veu sovint en l'horror nord-americà, l'execució falla en totes les direccions, donant lloc a una de les pel·lícules més frustrants que vaig veure a SXSW aquest any. Vaig seguir intentant activament que m'agradés It Lives Inside. Em va empènyer fora." Derek Smith de Slant Magazine' va escriure, "Si la pel·lícula hagués produït alguns calfreds genuïns, seria més fàcil mirar més enllà de la seva història derivada, les caracteritzacions buides i el simbolisme massa literal de la depressió i l'alienació", i li va donar 1,5/4 estrelles. David Fear de Rolling Stone va escriure, "Tot i que la idea d'utilitzar una pel·lícula de por sobrenatural com a punt de partida per explorar l'experiència d'immigrant de segona generació... està plena de possibilitats, el resultat final aquí no s'ajusta necessàriament a la promesa d'aquesta premissa."